# جوزپه اسکالرا
جوزپه اسکالرا (انگلیسی: Giuseppe Scalera؛ زادهٔ ۲۶ ژانویهٔ ۱۹۹۸) بازیکن فوتبال اهل ایتالیا است.
از باشگاه‌هایی که در آن بازی کرده‌است می‌توان به باشگاه فوتبال فیورنتینا و باشگاه فوتبال دلفینو پسکارا اشاره کرد.